# Mouton des Landes de Bretagne
 (mai 2023).
Si vous disposez d'ouvrages ou d'articles de référence ou si vous connaissez des sites web de qualité traitant du thème abordé ici, merci de compléter l'article en donnant les références utiles à sa vérifiabilité et en les liant à la section « Notes et références ».
Le mouton des Landes de Bretagne (ou des Landes de l'Ouest) est un mouton local et rustique de la Bretagne historique.

## Descriptions dans les ouvrages socio-historiques
La littérature zootechnique conserve la trace du mouton des landes de Bretagne, dont la couleur noire diffère de celle du mouton commun de l'ouest de la France. Historiquement, la présence du mouton des landes de Bretagne est très bien attestée à l'ouest d'une ligne Saint-Nazaire-Savenay-Derval-Saint-Brieuc. De très nombreux témoignages attestent cette couleur noire, et l'animal était connu aussi sous le nom de « mouton noir de Bretagne ». Dans Le Livre de la ferme et des maisons de campagne (V. Masson et fils, 1863, vol 1 p. 863), Pierre Joigneaux écrit : « Mouton breton - Dans les parties montueuses des Côtes-du-Nord, du Finistère, du Morbihan, ainsi que dans les landes de la Loire-Inférieure et de l’Ille-et-Vilaine, on rencontre des moutons petits, à tête fine, le plus souvent dépourvue de cornes, mais quelquefois en portant à spires allongées. La laine de ces moutons est souvent noire, brune, ou grise par le mélange de brins noirs et de brins blancs. Elle est en mèches longues et lisses, mêlées de jarre dans une forte proportion. C’est là le mouton breton, très-sobre et très-rustique, qui vit tel quel dans les landes et sur les collines de la vieille Armorique. » L’auteur précise plus loin que « dans les plaines cultivées, il se mêle à d’autres individus sans caractère, introduits par le commerce »,. Dans le livre La Misère dans l'abondance en Bretagne au XVIIIe siècle, une carte présente la densité démographique du mouton en Bretagne d'après le mémoire de l'intendant Jean-Baptiste des Gallois de la Tour, publié en 1733, la principale aire de concentration de l’animal se trouve entre Vannes et Saint-Nazaire et rentre dans les terres jusqu'à Josselin et Derval.
René Bourrigaud, dans sa thèse Le Développement agricole au XIXe siècle en Loire-Atlantique (p. 64), écrit que « le défrichement des landes sera fatal aux moutons noirs de petite race. » Il précise qu'il y avait 200 000 têtes en 1828 et 80 000 d'une autre espèce à tête rousse (dite « mouton d'Anjou ») produite sur les bonnes terres dans l'est du département. Le cheptel ovin du département croît jusqu'à 300 000 têtes en 1840, puis s'effondre sous le Second Empire (moins de 100 000 têtes en 1882). Selon Bourrigaud, en 1800 une exploitation moyenne de 30 hectares possédait un troupeau de 50 brebis mais en 1880 les moutons sont disparus des exploitations. Vers 1840, il y avait environ 120 000 hectares de landes en Loire-Atlantique, Côtes-d'Armor et Ille-et-Vilaine, 260 000 hectares dans le Finistère et 300 000 hectares dans le Morbihan.
Le concept de race domestique n'existait pas dans l'élevage d'autrefois, il n'y avait qu'un continuum de variantes locales dans le nord-ouest de l'Europe, avec des tendances générales communes mais sans standard. À l'âge du fer, en Europe continentale, les moutons ressemblaient au mouton de Soay et mesurait en moyenne 60 cm au garrot tandis qu'en Grande-Bretagne les animaux étaient de plus petite taille, assez proche de celle du mouton d'Ouessant actuel, alors qu'ils étaient de plus grande taille dans l'Europe méditerranéenne, notamment en Italie, autour de 68-69 cm. Dans ce continuum du nord ouest de l'Europe, les variétés locales sont reconnues depuis longtemps, de nombreuses attestions démontrent l'existence d'une variété bretonne, par exemple, dans L'université catholique (ouvrage collectif édité par E. J. Bailly, 1843) on peut lire un article de François Maupied, docteur es sciences naturelles (zoologie) et professeur à la Sorbonne, qui affirme (tome 15, page 88) : « en France, la race flandrine, celle de Sologne, la bérichonne, la roussillonne et nos petits moutons de Bretagne sont nettement tranchées entre elles. » On en retrouve la mention dans de nombreux ouvrages, avec le nom traditionnel, comme dans "L'Agriculture Française : Principes d'Agriculture appliqués and diverses parties de la france" (édition 2 Lacroix & Baudry, 1859), Louis Gossin parle (tome 2, page 541) de « La race noire de Bretagne, répandue sur toutes les landes de l’Armorique » ; dans La connaissance générale du mouton : étude de zootechnie pratique, ouvrage publié sous la direction de L. Moll et E. Gayot (éditions Firmin-Didot Frères, Fils et Cie, 1867) l'auteur parle (page 192) de : « la misérable petite race des landes de la Bretagne », ou encore, dans le Dictionnaire français illustré des mots et des choses, ou Dictionnaire encyclopédique des écoles, des métiers et de la vie pratique de Larive et Fleury (d)  (éditions G. Chamerot, 1888) on trouve trace de la dénomination du mouton de Loire-Atlantique (tome 2, page 373, dans l'article sur la Loire-Inférieure) : « Dans la Loire-Inférieure ce sont les petits moutons de la race bretonne qui peuplent les landes. »
Le Conservatoire des Races Animales des Pays de la Loire a renommé ce mouton : « mouton des landes de l'ouest » contre l'avis du groupement d'éleveur, bien que  B. Denis et X. Malher soulignent que « l'existence d'une population ovine originale, propre à la Bretagne, est régulièrement mentionnée dans les ouvrages anciens. »

## Redéploiement à la fin duXXesiècle
Le dernier troupeau se trouvait sur une île des marais de la Grande Brière Mottière : la Butte aux Pierres. Autrefois, ce marais accueillait les moutons du Pays de Guérande, l’estive dans le marais durait plus de la moitié de l’année, à la belle saison, lorsque le marais n’est plus inondé. Un seul des éleveurs traditionnels a préservé son troupeau sans le croiser, mais par choix personnel il l'a sélectionné en blanc et sans cornes ce qui ne correspond pas aux descriptions anciennes. Le troupeau de la Butte aux pierres a été redécouvert en 1976 par un agriculteur des bords du marais, passionné par le patrimoine local et l'histoire rurale de sa région, il est le premier à s'y intéresser et à constituer le premier troupeau amateur. Lui aussi a fait une sélection sur son troupeau, mais en noir avec des béliers cornus, il a essayé de se conformer à ses souvenirs d'enfance et ce qu'il a appris des anciens dans la région. C'est donc grâce à la vigilance de ces deux éleveurs brièrons que cette population de moutons a été conservée. Les premières recherches officielles sur cette population de mouton sont faites en 1987, par les professeurs B. Denis et X. Malher de l'École vétérinaire de Nantes à partir du troupeau initial dans le parc naturel régional de Brière.
Les premières réimplantations effectuées en Bretagne à partir de 1988 dans des réserves naturelles puis des écomusées constituent des élevages « vitrines » visant à susciter un regain d'intérêt pour ce mouton rustique. Grâce à ce travail, des particuliers, et des éleveurs bio commencent aussi à s'y intéresser. Finalement, une association d'éleveurs est créée en 2004 : Moutons des pays de Bretagne - Deñved ar vro, dans le but de le sauver de la disparition et d'assurer sa valorisation.
Aucun standard n'a encore été établi, c'est pourquoi on trouve beaucoup de variations dans cette population ovine qui connait un renouveau depuis quelques années. Le type blanc sans cornes est celui qui est principalement réintroduit en Bretagne, ce qui ne correspond pas du tout aux innombrables descriptions anciennes des moutons bretons. Les Bretons préféraient les laines brunes, qui valaient d'ailleurs plus cher en Bretagne. Le développement des toisons blanches provient des divers croisements effectués depuis le milieu du XIXe siècle afin d'améliorer la conformation des petits moutons bretons, de l'effondrement du prix de la laine avec la concurrence sévère avec l'Australie, la Nouvelle-Zélande et l'Amérique du Sud, de la concurrence des nouveaux textiles produit avec la Révolution Industrielle. La sélection en brun devenait complètement inutile, et la production de laine n'était d'ailleurs plus du tout rentable.
Ses effectifs ont fortement augmenté, en 2000, on dénombre 278 femelles et plus de 3000 fin 2016. Fin 2015, on trouve 2 345 femelles dans 235 élevages (de 2 à 160 femelles par site), dont une vingtaine élevages professionnels (source CRAPAL déc 2014[réf. incomplète]).

## Aptitudes
C'est le type même du mouton de plein air, facile d'emploi, qui s'adapte aux différents milieux.
Nourris à l'herbe et abattus à l'âge de 6 à 18 mois (selon mode d'élevage), les agneaux fournissent une viande atypique (rouge, au gras ferme, tendre et savoureuse) fort appréciée des consommateurs actuels, le mouton breton était d'ailleurs très réputé au XIXe siècle. L'anoeustrus de lactation et saisonnier est très peu marqué et il arrive souvent que les brebis mettant bas dans l'hiver en présence de bélier agnellent une nouvelle fois dans l'été. Certains éleveurs font aussi agneler en fin d'automne. Cependant la période de mise bas idéale est entre février et mai.

## Morphologie

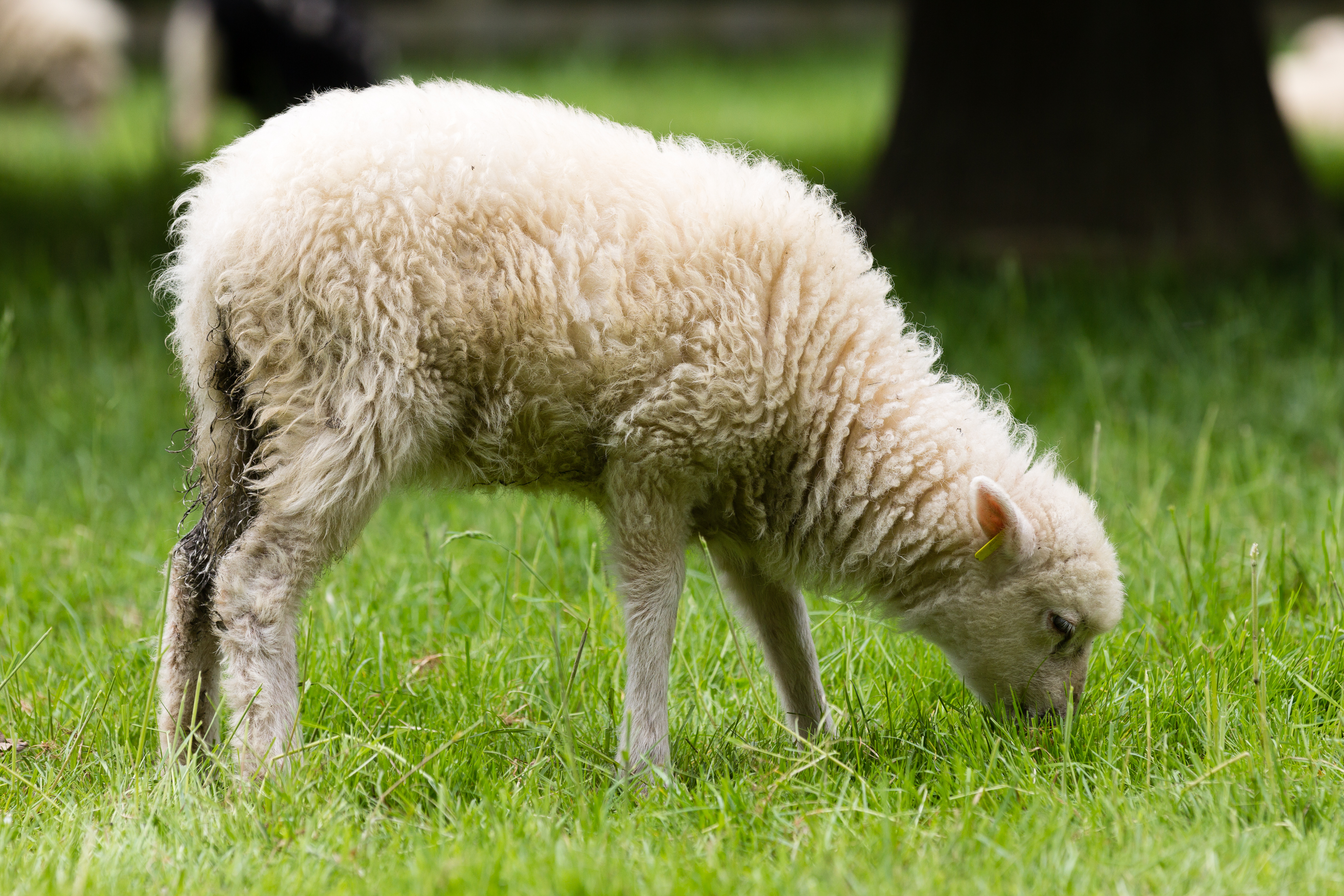
Agneau de l'Écomusée du pays de Rennes.

C'est un mouton de petit format : 50 à 60 cm au garrot. Le poids est compris entre 20 et 50 kg pour les brebis. Le profil céphalique est rectiligne, comme l'ancêtre sauvage, la tête étant allongée et fine. Le chanfrein des béliers est légèrement busqué.
Le dernier troupeau traditionnel a été sélectionné en blanc, et sans cornes, c'est le choix personnel de l'éleveur. C'est principalement à partir de ce troupeau qu'a été formée la population actuelle, elle ne correspond donc plus aux nombreuses descriptions anciennes. Les extrémités de ces moutons blancs sont le plus souvent légèrement à moyennement tachées, mais il existe des animaux à poil blanc lustré et d'autre fortement tachés de roux foncé. Le découvreur du mouton a sélectionné ses moutons en fonction de ses souvenirs de jeunesse, de ce qu'il a pu savoir de ces moutons auprès des anciens de sa région, il a donc constitué un troupeau noir et avec des béliers cornus. Le troupeau de cet éleveur se rapproche le plus de ce que l'on peut lire dans la littérature.
La toison n'est pas envahissante, la tête est dégarnie.
Au cours de son voyage en France à la veille de la Révolution, l'agronome Arthur Young indique que les brebis de Missillac portaient des cornes. Dans L'Université catholique, ouvrage déjà cité, on peut lire (T 15, p. 88) : « dans la petite race bretonne, nous avons vu des brebis porter des cornes comme les mâles, quoique les autres brebis n'en aient pas ordinairement. » Dans Étude de nos races d'animaux domestiques et des moyens de les améliorer, J. M. Magne signale en 1857 des moutons bretons « petits, à tête fine, sans cornes ou avec de grosses cornes formant des spires allongées », dont la laine est grossière : « dans beaucoup de béliers, le cou, le garrot et les cuisses portent une laine comparable au poil le plus grossier des chèvres. »
La queue du mouton des landes de Bretagne varie de manière importante dans son développement. Elle est plus ou moins longue, plus proche de leur ancêtre sauvage.
Dans des conditions d'élevage traditionnelles sur parcours et landes  la prolificité est moyenne (130 %), cependant comme toutes les races rustiques elle est très sensible au flushing à base d'herbe, dans des conditions optimales la prolificité peut monter à 160 % facilement en saison sexuelle.